# Kenozero
Kenozero (rus. Кенозеро) je slatkovodno jezero koje se nalazi na jugozapadu Plesetskog rajona Arhangelske oblasti u Rusiji. To je jedno od najvećih jezera u Arhangelskoj oblasti i najveće u Plesetskom rajonu. Površina jezera je 68.6 km2, s površinom porječja od 5450 km2. Jezero Kenozero je izvor Kene, pritoke Onege. Jezero tako pripada porječju Onege i slijevu Bijelog mora.
Jezero se nalazi blizu granice Arhangelske oblasti i Republike Karelije. Pripada Nacionalnom parku Kenozerski.
Slijev jezera Kenozero pokriva prostrano područje u zapadnom dijelu Plesetskog rajona i neka manja područja Onežskog rajona. Glavna pritoka jezera je Poča, koja pak istječe iz jezera Počozero. Glavni pritok jezera Počozero je Undoša. Izvor Undoše je jezero Undozero, jedno od najvećih jezera u regiji, a glavni desni pritok je Tokša.
Jezero ima složen oblik i zapravo se sastoji od tri jezera povezana prolazom: samog jezera Kenozero, jezera Svinoje i jezera Dolgoje. Oblik je određen činjenicom da se jezero Kenozero nalazi u rasjedu Zemljine kore, za razliku od drugih jezera u Nacionalnom parku Kenozerski, koja su sva ledenjačkog podrijetla . Na jezeru Kenozero postoji preko 70 otoka.
Do 1990-ih, jezero je služilo za splavarenje drva. Splavi su napravljeni tijekom Undoše, a odredište je bila Onega.
Na obali jezera nalazi se desetak sela, od kojih su najveća Veršinino i Peršlahta. Cesta povezuje sjevernu obalu (posebno Ust-Poču, Veršinino i Peršlahtu) s Onežskim traktom, cestom koja povezuje Kargopolj preko Plesecka s Jemetskom. Cesta se nastavlja prema sjeveru do Pochozera i uzvodno rijekom Tokša do sela Nižnje Ustje. Na ovoj cesti postoji redovita autobusna linija koja povezuje Nižnje Ustje sa selom Konjovo i na kraju s okružnim središtem Plesetskom. Ceste na zapadnoj i južnoj obali nisu cjelogodišnje i povezane su s cestovnom mrežom u selu Morščikhinjska na jezeru Ljokšmozero.
Radnja filma "Poštarove bijele noći" iz 2014. smještena je u jezero Kenozero.